# 讃岐府中駅
讃岐府中駅（さぬきふちゅうえき）は、香川県坂出市府中町にある、四国旅客鉄道（JR四国）予讃線の駅である。駅番号はY05。
普通列車以外は通過となるため、瀬戸大橋線系統の列車は停車しない。

## 歴史
1968年10月1日のダイヤ改正（いわゆるヨンサントオ）に際して行われた複線化前は、線路は現在より南側を通って綾川を渡っていた。当駅付近の旧線跡は道路となっている。また、駅西側の綾川手前にある用水路に架かっていた橋が使われないまま現在も残っている。

### 年表
- 1952年（昭和27年）1月27日：日本国有鉄道の駅として開業[2]。旅客駅。
- 1968年（昭和43年）9月29日：国分 - 鴨川間複線化に伴い、従来よりも北側の築堤上に移設。
- 1987年（昭和62年）4月1日：国鉄分割民営化に伴い、四国旅客鉄道（JR四国）の駅となる[3]。
- 2014年（平成26年）3月1日：ICカード「ICOCA」の利用が可能となる[4]。ICカード専用簡易改札機で対応。

## 駅構造
2面2線の相対式ホームを持つ地上駅。無人駅で駅舎は無い。オレンジカード未対応の近距離きっぷ用自動券売機が設置されている。簡易型便所が駅前の駐輪場に設置されている。
かつてはホームが2両分の長さしかなく、国鉄時代は仮乗降場同然の扱いで普通列車もほとんど通過していた。進行方向後寄りの2両のみドア開閉し、前寄りの1～2両が締切扱いだった。現在は4両分となっている。

### のりば
| のりば | 路線    | 方向 | 行先                     |
| ------ | ------- | ---- | ------------------------ |
| 1      | ■予讃線 | 上り | 高松方面                 |
| 2      | ■予讃線 | 下り | 多度津・観音寺・琴平方面 |

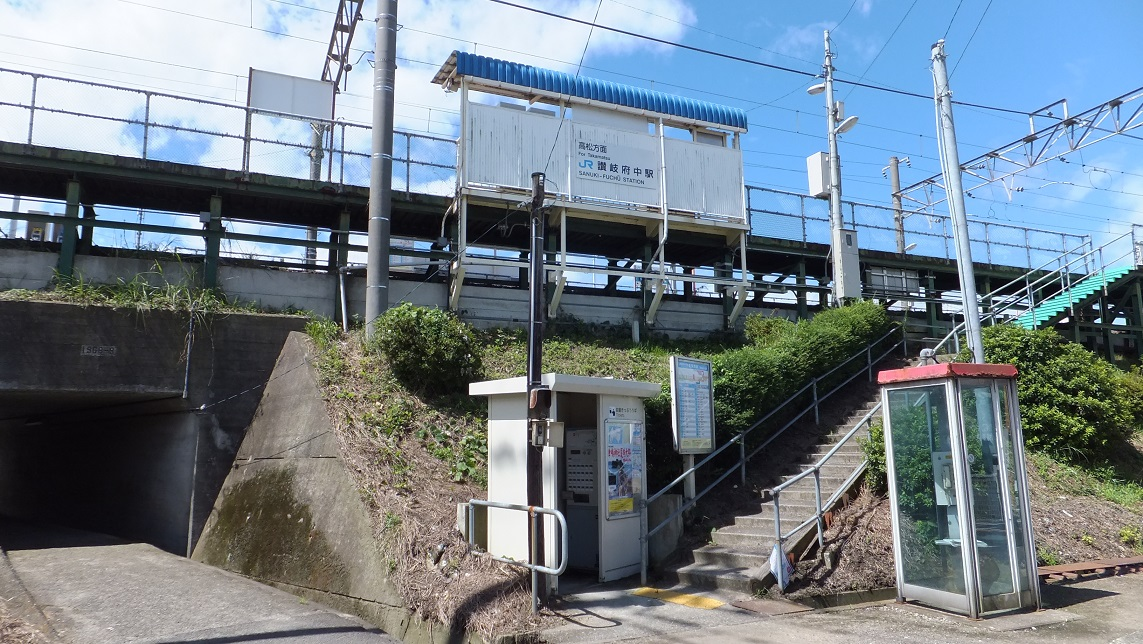
駅北側 上り線ホーム入口 （2015年7月）
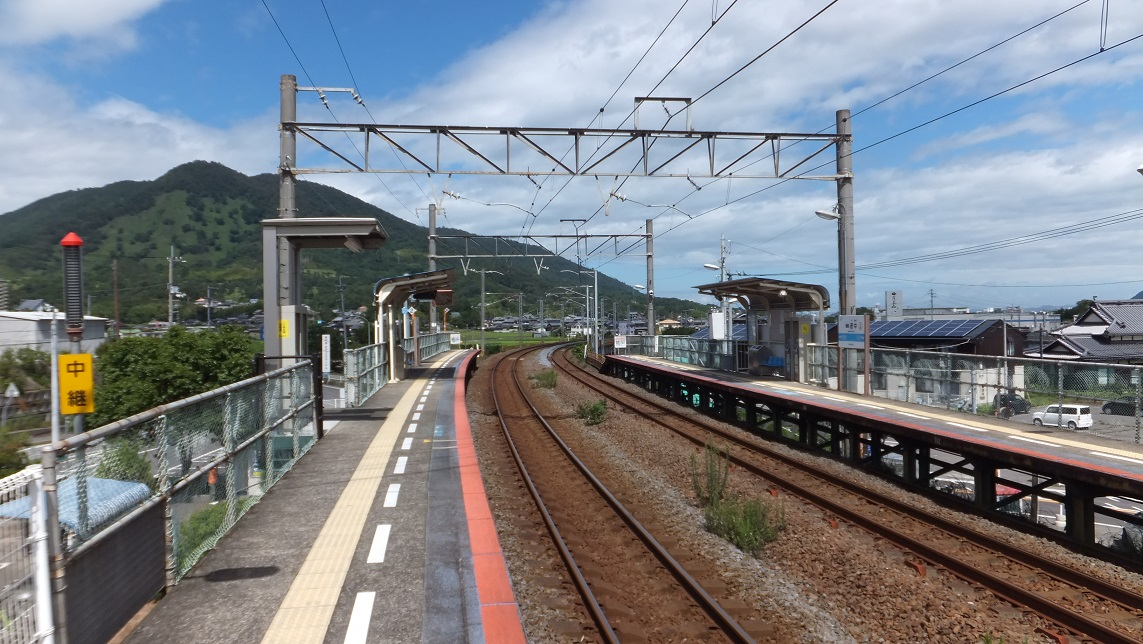
ホーム（2015年7月、国分方より）

## 利用状況
1日平均の乗車人員は以下の通り。
| 乗車人員推移       | 乗車人員推移 |
| 年度               | 1日 平均人数 |
| ------------------ | ------------ |
| 2000年（平成12年） | 411          |
| 2001年（平成13年） | 393          |
| 2002年（平成14年） | 390          |
| 2003年（平成15年） | 368          |
| 2004年（平成16年） | 361          |
| 2005年（平成17年） | 350          |
| 2006年（平成18年） | 346          |
| 2007年（平成19年） | 329          |
| 2008年（平成20年） | 325          |
| 2009年（平成21年） | 315          |
| 2010年（平成22年） | 304          |
| 2011年（平成23年） | 297          |
| 2012年（平成24年） | 324          |
| 2013年（平成25年） | 350          |
| 2014年（平成26年） | 364          |
| 2015年（平成27年） | 382          |
| 2016年（平成28年） | 356          |
| 2017年（平成29年） | 340          |
| 2018年（平成30年） | 332          |
| 2019年（令和元年） | 323          |
| 2020年（令和02年） | 282          |
| 2021年（令和03年） | 279          |

## 駅周辺

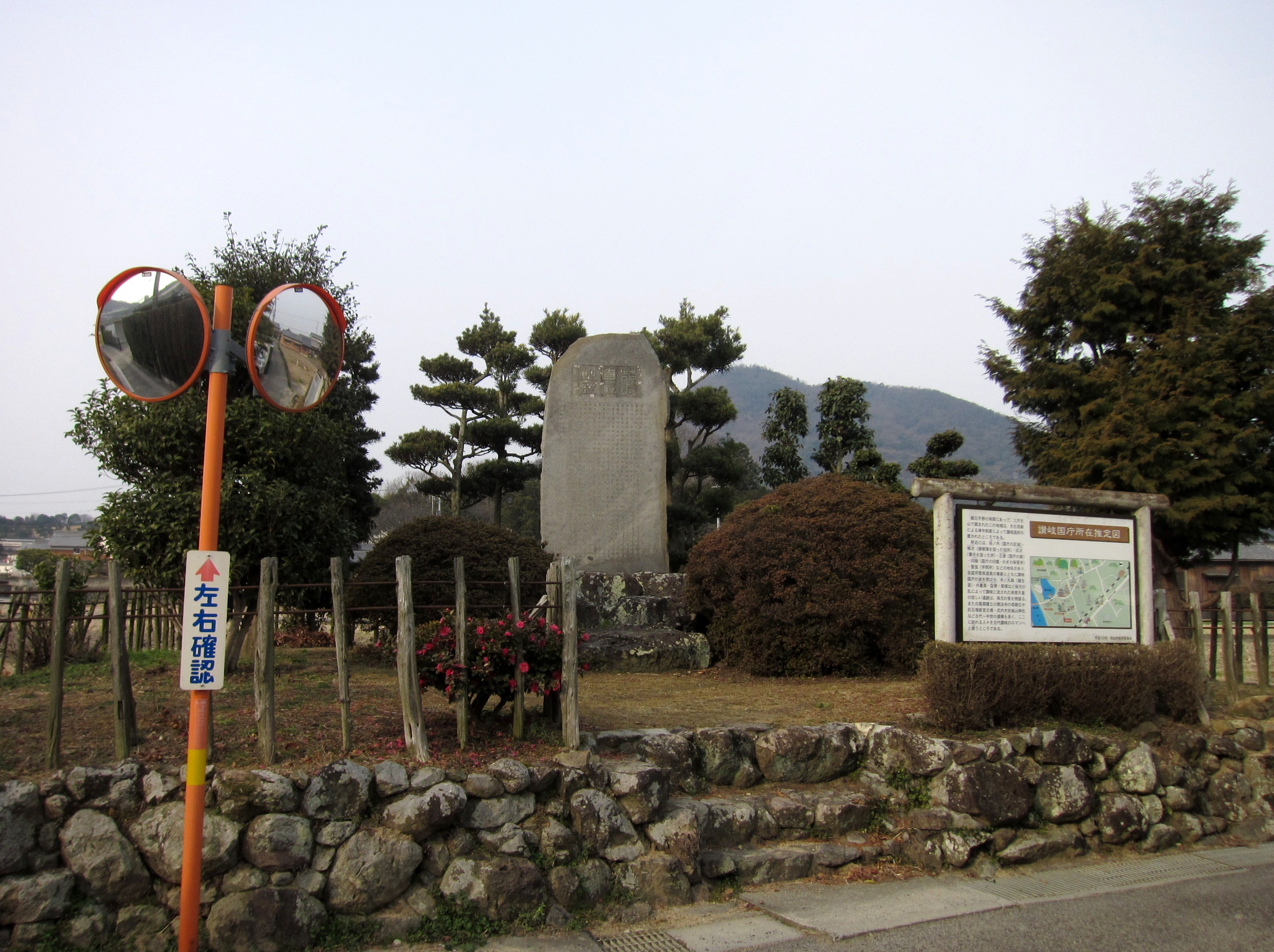
讃岐国府跡 石碑

- 香川大学教育学部附属特別支援学校
- 坂出市立府中小学校
- 香川県埋蔵文化財センター
- 讃岐国府跡
- 坂出警察署 府中駐在所
- 香川県道18号善通寺府中線
- 香川県道33号高松善通寺線
- 府中湖

## 隣の駅
四国旅客鉄道（JR四国）
■予讃線
■快速「マリンライナー」・■快速「サンポート」
通過
■普通
国分駅 (Y04) - 讃岐府中駅 (Y05) - 鴨川駅 (Y06)